# 米卡 (歌手)
米卡·彭尼曼（英語：Mica "Mika" Penniman，1983年8月18日—）是一個黎巴嫩出生，來自倫敦的唱作人，隸屬環球唱片旗下的卡薩布蘭卡唱片公司（Casablanca Records），他於2006年尾至2007年頭間開始走紅。有消息指他出生時的名稱是「麥可·胡爾伯克·彭尼曼（Michael Holbrook Penniman）」。

## 早年生活
米卡於黎巴嫩的貝魯特出生，在家庭中五名子女中排第三，母親擁有黎巴嫩和敍利亞的血統，而父親則是美國人。他一歲時，全家被迫離開當時戰火連天的黎巴嫩，移居至巴黎。他學會彈的第一首鋼琴曲是喬·達辛的《香榭麗舍大道》。七歲時，他寫了第一隻歌，他自己形容說是一首“糟透了”的叫做《憤怒》的鋼琴曲。九歲時，米卡全家移居至倫敦。在倫敦，他入讀了位於南肯辛頓的夏爾·戴高樂法語學校(Lycée Français Charles de Gaulle)，他在那裡經常受到欺凌，還患上失讀症。為此，在Mika12歲那年，有六到八個月的時間，他的母親決定在家裡親自教他。後來他入讀位於肯辛頓的聖菲利浦斯學校(St Philips School)，并成為學校合唱團領隊。繼而轉入西敏寺學校(Westminster School)和皇家音樂學院，其後加入了卡薩布蘭卡唱片公司。
他對自己的名字做過一點小的更動，把Mica中的c換成k，因為他實在受不了別人總讀錯。

## 歌唱事業
米卡之後接受俄羅斯歌劇唱家Alla Ardakov的訓練，他的公開演出由在皇家歌劇院演出，為英國航空寫機內音樂，至為Orbit口香糖寫標語都有。他首次演出是於2006年9月16日，出席Dermot O'Leary在英國廣播公司電台第二台的節目。有傳他的音域達五個音階，但他自己則指自己只能唱接近三個半音階。
2007年1月，米卡於BBC新聞舉辦的2007年度新声投票中排第一。
他的首張發行的單曲是限量版7吋或下載版的Relax, Take It Easy。而另一張單曲Dodgy Holiday EP也提供下載。歌曲Billy Brown在iTunes的首個星期也免費供人下載。
環球唱片在2007年1月8日以電子檔案下載方式發行單曲Grace Kelly ，後來此單曲在2007年1月21日登上英國單曲榜冠軍。
米卡首張專輯卡通人生(Life in Cartoon Motion)於2007年2月5日發行，給人拿來和包括佛萊迪·摩克瑞、剪刀姊妹花(Scissor Sisters)、艾頓莊、羅比·威廉斯和大衛·寶兒比較。
他在2007年3月26日於節目Jay Leno今夜脫口秀(The Tonight Show with Jay Leno)和3月27日於Jimmy Kimmel Live作音樂演出。而他在2007年6月也在美國舉辦了巡迴演唱會。
在2007年9月，米卡開始在歐洲巡迴演出。之後會轉到美國演出，並且會出席2008年2月於洛杉磯舉行的第50屆格林美獎。

## 個人生活
米卡來自一個有三個姊妹和兩個兄弟的家庭。他在家庭排第三，對上有兩個姊姊，對下則有一個妹妹和一個弟弟。他的姊姊Yasmine，以筆名Dawack創作了卡通人生的封面。
雖然他演出的風格會讓人聯想他是否有同性戀傾向，他為回應傳聞，他說：
|  | 我從不談自己的性取向，感覺沒什麼必要。雖然人們總老在問，但我實在不知道重點在哪裡。在我事業剛起步的這個階段，如果想要扎根立足，就得對我個人生活的有些方面保持緘默。而這個話題就是其中之一。 |

有觀點認為他為了迎合美國市場而刻意迴避性方面的禁忌，但该观点被他否認。
|  | 如果我擔心性方面的禁忌，我肯定不會做我的這些專輯。这其实跟性禁忌沒有任何關係，而更多的是一個人的自尊自重。 |

|  | 我喜歡在庸常的事以外創造另一些可能。我倒不覺得自己有多華艷，也不覺得自己是坎普风。我不过是在做些讓自己開心的事。如果我真的擁有什麼，可能就是從不通成規里萌生出來的勇敢無畏。就像我唸書的時候那樣，當你永遠都是被遊戲拒絕，那其實也就失去了順從遊戲規則來玩的機會。假如之前就接受了這一點，可能今天的我要表現得比現在順從乖巧的多。 |

2009年，米卡接受 Gay & Night 雜誌訪問時如是描述他的性取向：
|  | 我從未給自己貼標籤。話雖如此，我從來沒有限制過我的個人生活，從不在意和誰上床⋯⋯隨你怎麼叫我。如果你非要一個標籤的話，我就是雙性戀吧⋯⋯ |

2012年，米卡接受Instinct雜誌訪問，表示自己是同性戀。

## 出版

### 專輯
- 2007年: 卡通人生(Life in Cartoon Motion)
- 2009年: The Boy Who Knew Too Much（英语：The Boy Who Knew Too Much (album)）
- 2012年: The Origin Of Love（英语：The Origin of Love）
- 2015年(六月出版)：No Place In Heaven（英语：No Place in Heaven）
- 2019年：My Name is Michael Holbrook[19]

### 單曲
- Relax, Take It Easy（英语：Relax, Take It Easy）
- Grace Kelly
- Love Today
- Big Girl (You Are Beautiful)
- Happy Ending (song)Happy Ending
- Lollipop (Mika song)Lollipop / Relax, Take It Easy (再版)
- We Are Golden
- Blame It on the Girls
- Rain
- Kick Ass (vs. RedOne)
- Elle me dit
- Underwater
- Celebrate
- Popular Song(ft. Ariana Grande)
- Boum Boum Boum
- Talk About You
- Last Party
- Good Guys
- Staring At The Sun
- Ice Cream[19]
- Tiny Love[20]
- Sound of an Orchestra
- Tomorrow[21]
- Dear Jealousy
- Sanremo

### EP
- 2006年: Dodgy Holiday EP
- 2009年: Songs for Sorrow

### DVD
- 2007年: 卡通人生(Life in Cartoon Motion)
- 2008年: Live Parc des Princes Paris

## 獎項

### 2007年
- 國際音樂獎
  - 最佳銷量新人 -- 得獎者
  - 最佳銷量男流行/搖滾歌手 -- 得獎者
  - 最佳銷量英國歌手 -- 得獎者
- MTV歐洲音樂獎2007
  - 最佳獨唱歌手—提名
  - 最使人上癮的歌曲 - Grace Kelly—提名
- Q Awards音樂大獎
  - 最佳突破歌手—提名
- Vodafone現場音樂獎
  - 最佳男歌手 -- 得獎者
- 音國音樂節大獎
  - 最佳流行歌手—提名
- BT數碼音樂獎
  - 最佳流行歌手—提名
- Premios Principales
  - 最佳國際非西班牙語歌手—提名
  - 最佳國際非西班牙語歌曲 - Grace Kelly—提名
- 2007年全年歌曲榜
  - Grace Kelly—提名
- 維珍媒體獎
  - 最佳歌曲—Grace Kelly—提名
  - 最佳英國歌手—提名
  - 最性感男士—提名

### 2008年
- 第50屆格萊美獎
  - 最佳舞曲 - Love Today—提名
- 2008年全英音樂獎
  - 最佳英國男獨唱歌手—提名
  - 最佳英國唱片 - 卡通人生—提名
  - 最佳英國單曲 - Grace Kelly—提名
  - 最佳英國突破歌手—提名
- NRJ音樂獎
  - 全年最有啟示性歌手 -- 得獎者
  - 全年最佳國際歌曲 - Relax, Take It Easy—提名
  - 全年最佳國際專輯—提名
  - 全年最佳國際MV - Relax, Take It Easy—提名

## 外部連結
- 官方網站 （页面存档备份，存于）
- 米卡的MySpace主頁
- 米卡在MusicBrainz上的頁面（英文）